# Monument de Guillaume Ier (Karlsruhe)
Le  monument de Guillaume Ier (Kaiser-Wilhelm-I.-Denkmal) est l'un des nombreux monuments d'Allemagne dédié à l'empereur Guillaume Ier (1797-1888). Celui-ci se trouve à Karlsruhe. Il s'agit d'une statue équestre entourée d'arbres au milieu de la Kaiserplatz, regardant vers l'est. 

## Histoire
Un an après la mort de l'empereur, le grand-duc de Bade souhaite lui faire ériger une statue. La statue est l'œuvre d'Adolf Heer ; elle est inaugurée le 18 octobre 1897. En 2002, vingt-sept tablettes de granite sont placées à l'est du monument avec le nom de révolutionnaires de la révolution de Bade de 1848 encastrées dans le sol.

## Description
Guillaume est représenté à cheval en uniforme de général. La statue est en bronze sur un piédestal en trois parties en granite rouge de Suède reposant sur des marches. Des figures allégoriques se tenaient de chaque côté jusqu'en 1943. Il s'agit de la Victoire à l'est et de la muse Clio à l'ouest, ainsi que d'un lion au nord et d'un griffon au sud. Elles ont été fondues pour les besoins de la guerre. On remarque au nord un bas-relief de bronze représentant la proclamation de Guillaume comme empereur d'Allemagne dans la galerie des Glaces. Du côté Sud, c'est l'armée badoise qui est représentée.
L'inscription suivante se lit du côté Est: WILHELM I / ERRICHTET V. D. STADT / KARLSRUHE IM JAHRE 1897.

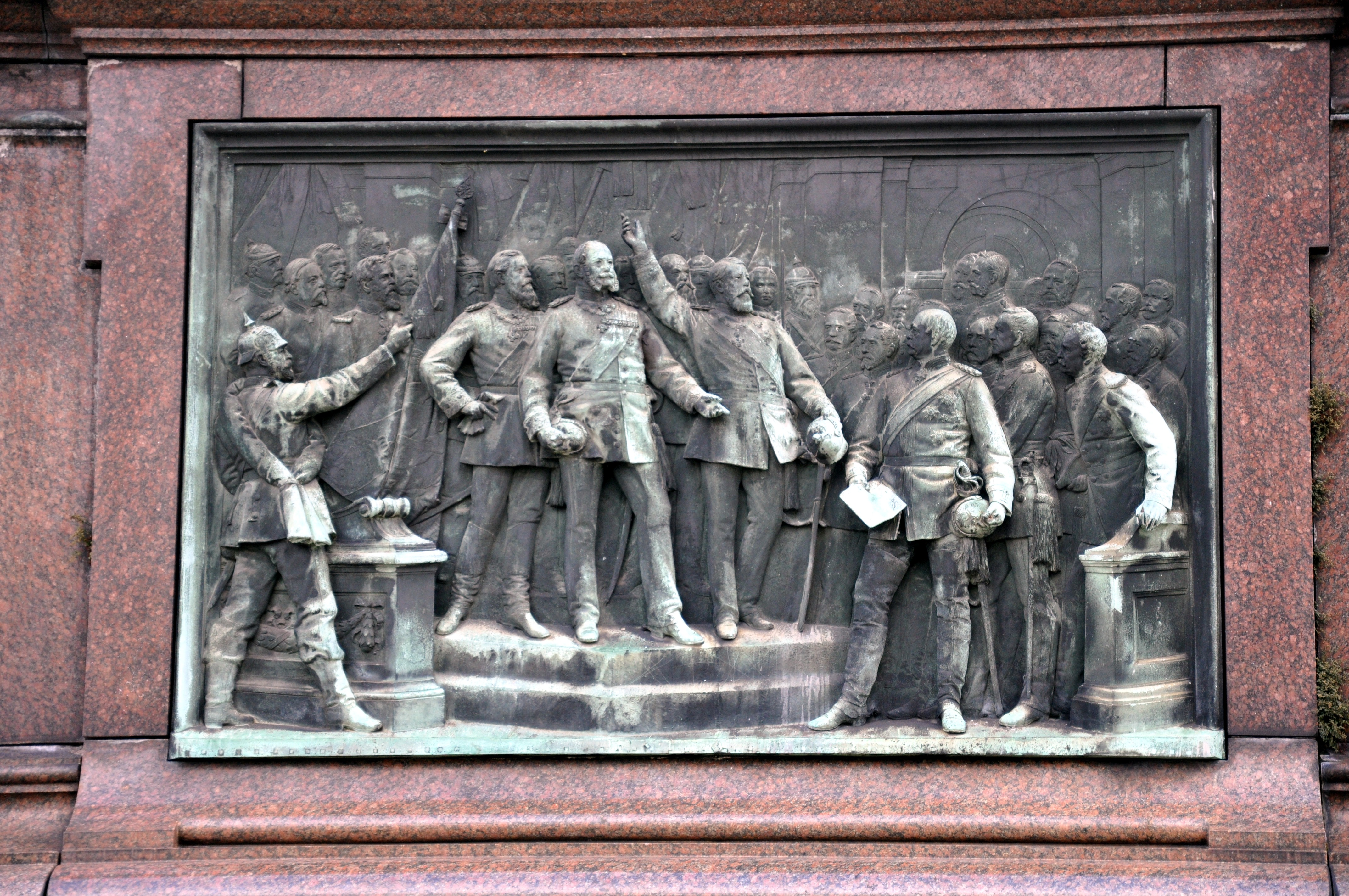
Bas-relief sur le piédestal : proclamation de l'Empire dans la galerie des Glaces.